# Joop Kasteel
Joop Kasteel (Amersfoort, 27 augustus 1964) is een voormalig Nederlands beoefenaar van Mixed martial arts (MMA).

## Carrière
Zijn bijnaam is 'De zwarte parel'. Als mixed martial artist debuteerde hij op 15 juni 1996. Zijn trainers waren Chris Dolman, Hans Nijman en Michel van Halderen. Hij trainde ook met Bob Schrijber.
In zijn vecht- en krachtsportcarrière won Kasteel diverse nationale en internationale titels. In 2005 werd hij wereldkampioen MMA, freefight.
In 2015 speelde Kasteel de rol van Gio, de bodyguard van Marco snr., in de film De Boskampi's.

## Ziekte
In maart 2015 werd bekend dat hij Myelodysplasie (MDS) had, een voorstadium van leukemie. Na een behandeling van drie jaar werd hij genezen verklaard. Over zijn ziekte schreef hij het boek Leeuwenhart.